# Gilby (Dakota del Nord)
Gilby è un centro abitato (city) degli Stati Uniti d'America, situato nella Contea di Grand Forks, nello Stato del Dakota del Nord. Nel censimento del 2000 la popolazione era di 243 abitanti. La città è stata fondata nel 1887. Appartiene all'area metropolitana di Grand Forks.

## Geografia fisica
Secondo i rilevamenti dell'United States Census Bureau, la località di Gilby si estende su una superficie di 0,50 km², tutti occupati da terre.

## Popolazione
Secondo il censimento del 2000, a Gilby vivevano 243 persone, ed erano presenti 62 gruppi familiari. La densità di popolazione era di 529 ab./km². Nel territorio comunale si trovavano 114 unità edificate. Per quanto riguarda la composizione etnica degli abitanti, il 93,83% era bianco, l'1,23% era afroamericano, l'1,23% era nativo e l'1,65% proveniva dall'Asia. Lo 0,41% apparteneva ad altre razze, mentre l'1,65% appartiene a due o più razze. La popolazione di ogni razza ispanica corrispondeva al 3,70% degli abitanti.
Per quanto riguarda la suddivisione della popolazione in fasce d'età, il 29,6% era al di sotto dei 18, il 3,3% fra i 18 e i 24, il 38,3% fra i 25 e i 44, il 15,2% fra i 45 e i 64, mentre infine il 13,6% era al di sopra dei 65 anni di età. L'età media della popolazione era di 35 anni. Per ogni 100 donne residenti vivevano 109,5 maschi.